# Primeira Divisão de 1997–98
A Primeira Divisão de 1997–98 foi a 64.ª edição do Campeonato Português de Futebol.

## Análise
O FC Porto foi o campeão de Portugal de futebol 1997/1998, alcançando o primeiro "tetra" da sua história.
O FC Porto desde cedo assumiu a liderança do campeonato e, limitou-se a gerir a vantagem até à conquista do tetracampeonato, conseguindo apenas um feito conseguido pelo Sporting no futebol português.
O Benfica acabou no 2.º lugar, que, pode ser considerado positivo, visto que, começou a época de maneira desastrosa, que, levou ao despedimento de Manuel José, à 3.ª terceira jornada. Com a chegada de Graeme Souness, o clube recuperou posições e, acabou num satisfatório 2.º lugar.
O Sporting foi a grande desilusão da época, acabando em 4.º lugar, algo que não acontecia desde 1991/1992. A época leonina foi atribulada, tendo 4 treinadores ao longo da época.
A grande surpresa do campeonato foi o Vitória de Guimarães, que, ficou no 3.º lugar, algo que não acontecia desde 1986/1987.
O Leça foi despromovido administrativamente na sequência de um caso de corrupção ocorrido em Junho de 1993, num jogo da Segunda Divisão B. O seu lugar foi ocupado pelo 16.º classificado, o Desportivo de Chaves, que assim evitou a despromoção.

## Equipas

### Equipas Participantes
| Equipa               | Treinador              | Estádio                           | Cidade           |
| -------------------- | ---------------------- | --------------------------------- | ---------------- |
| FC Porto             | António Oliveira       | Estádio das Antas                 | Porto            |
| Sporting CP          | Octávio Machado        | Estádio José Alvalade             | Lisboa           |
| SL Benfica           | Manuel José            | Estádio da Luz                    | Lisboa           |
| SC Braga             | Fernando Castro Santos | Estádio 1.º de Maio               | Braga            |
| Vitória SC           | Jaime Pacheco          | Estádio D. Afonso Henriques       | Guimarães        |
| Salgueiros           | Carlos Manuel          | Estádio Engenheiro Vidal Pinheiro | Porto            |
| Boavista             | Mário Reis             | Estádio do Bessa                  | Porto            |
| Marítimo             | Augusto Inácio         | Estádio dos Barreiros             | Funchal          |
| Estrela da Amadora   | Fernando Santos        | Estádio José Gomes                | Amadora          |
| GD Chaves            | José Romão             | Estádio Municipal de Chaves       | Chaves           |
| Farense              | Paco Fortes            | Estádio de São Luís               | Faro             |
| Vitória FC           | Manuel Fernandes       | Estádio do Bonfim                 | Setúbal          |
| Belenenses           | Stoycho Mladenov       | Estádio do Restelo                | Lisboa           |
| Leça                 | Rodolfo Reis           | Estádio do Leça Futebol Clube     | Leça da Palmeira |
| Rio Ave              | Carlos Brito           | Estádio dos Arcos                 | Vila do Conde    |
| Campomaiorense       | Bernardino Pedroto     | Estádio Capitão César Correia     | Campo Maior      |
| Varzim               | Horácio Gonçalves      | Estádio do Varzim Sport Club      | Póvoa de Varzim  |
| Académica de Coimbra | Henrique Calisto       | Estádio Municipal de Coimbra      | Coimbra          |

### Mudanças de Treinador durante a época
| Equipa               | Treinador Despedido    | Data de Saída | Posição | Treinador Contratado | Data de Entrada |
| -------------------- | ---------------------- | ------------- | ------- | -------------------- | --------------- |
| SL Benfica           | Manuel José            | 20/09/1997    | 11.º    | Mário Wilson         | 21/09/1997      |
| Leça                 | Rodolfo Reis           | 28/09/1997    | 16.º    | Vítor Manuel         | 29/09/1997      |
| Belenenses           | Stoycho Mladenov       | 05/10/1997    | 17.º    | Manuel Cajuda        | 06/10/1997      |
| Campomaiorense       | Bernardino Pedroto     | 19/10/1997    | 17.º    | João Alves           | 20/10/1997      |
| SL Benfica           | Mário Wilson           | 01/11/1997    | 5.º     | Graeme Souness       | 02/11/1997      |
| Sporting CP          | Octávio Machado        | 01/11/1997    | 4.º     | Francisco Vital      | 02/11/1997      |
| Vitória SC           | Jaime Pacheco          | 02/11/1997    | 3.º     | Quinito              | 03/11/1997      |
| GD Chaves            | José Romão             | 09/11/1997    | 18.º    | Manuel Correia       | 10/11/1997      |
| Vitória FC           | Manuel Fernandes       | 09/11/1997    | 14.º    | José Antonio Barrios | 10/11/1997      |
| Sporting CP          | Francisco Vital        | 06/12/1997    | 5.º     | Vicente Cantatore    | 07/12/1997      |
| Boavista             | Mário Reis             | 12/12/1997    | 15.º    | Jaime Pacheco        | 13/12/1997      |
| Salgueiros           | Carlos Manuel          | 20/12/1997    | 6.º     | Dito                 | 21/12/1997      |
| Sporting CP          | Vicente Cantatore      | 21/12/1997    | 5.º     | Carlos Manuel        | 22/12/1997      |
| GD Chaves            | Manuel Correia         | 11/01/1998    | 17.º    | Álvaro Magalhães     | 12/01/1998      |
| SC Braga             | Fernando Castro Santos | 19/01/1998    | 10.º    | Alberto Pazos        | 20/01/1998      |
| Académica de Coimbra | Henrique Calisto       | 31/01/1998    | 15.º    | José Romão           | 15/02/1998      |
| Varzim               | Horácio Gonçalves      | 22/03/1998    | 16.º    | António Miranda      | 23/03/1998      |
| Vitória FC           | José Antonio Barrios   | 05/04/1998    | 13.º    | Carlos Cardoso       | 06/04/1998      |

## Classificação Final
| Pos | Equipa               | J  | V  | E  | D  | GM | GS | Diff | Pts | Qualificação/Despromoção     |
| --- | -------------------- | -- | -- | -- | -- | -- | -- | ---- | --- | ---------------------------- |
| 1   | FC Porto             | 34 | 24 | 5  | 5  | 75 | 38 | +37  | 77  | Liga dos Campeões da UEFA    |
| 2   | Benfica              | 34 | 20 | 8  | 6  | 62 | 29 | +33  | 68  | Liga dos Campeões da UEFA    |
| 3   | Vitória de Guimarães | 34 | 17 | 8  | 9  | 42 | 25 | +17  | 59  | Taça UEFA                    |
| 4   | Sporting             | 34 | 15 | 11 | 8  | 45 | 33 | +12  | 56  | Taça UEFA                    |
| 5   | Marítimo             | 34 | 16 | 8  | 10 | 44 | 35 | +9   | 56  | Taça UEFA                    |
| 6   | Boavista             | 34 | 15 | 10 | 9  | 54 | 31 | +23  | 55  |                              |
| 7   | Estrela da Amadora   | 34 | 14 | 8  | 12 | 42 | 41 | +1   | 50  | Taça Intertoto da UEFA       |
| 8   | Salgueiros           | 34 | 13 | 10 | 11 | 48 | 44 | +4   | 49  |                              |
| 9   | Rio Ave              | 34 | 12 | 10 | 12 | 43 | 43 | 0    | 46  |                              |
| 10  | Sporting de Braga    | 34 | 11 | 12 | 11 | 48 | 49 | -1   | 45  | Taça dos Vencedores de Taças |
| 11  | Campomaiorense       | 34 | 11 | 7  | 16 | 53 | 58 | -5   | 40  |                              |
| 12  | Leça                 | 34 | 10 | 8  | 16 | 29 | 52 | -23  | 38  | Liga de Honra                |
| 13  | Vitória de Setúbal   | 34 | 10 | 7  | 17 | 38 | 42 | -5   | 37  |                              |
| 14  | Farense              | 34 | 8  | 13 | 13 | 41 | 50 | -9   | 37  |                              |
| 15  | Académica            | 34 | 8  | 12 | 14 | 27 | 41 | -14  | 36  |                              |
| 16  | Desportivo de Chaves | 34 | 10 | 5  | 19 | 31 | 55 | -24  | 35  |                              |
| 17  | Varzim               | 34 | 6  | 11 | 17 | 26 | 51 | -25  | 29  | Liga de Honra                |
| 18  | Belenenses           | 34 | 5  | 9  | 20 | 22 | 52 | -30  | 24  | Liga de Honra                |

## Resultados
| 1997/1998            | FCP | SLB | VSC | SCP | MAR | BFC | EAM | SAL | RAV | SCB | CAM | LFC | VFC | FAR | AAC | GDC | VAR | BEL |
| FC Porto             |     | 2-0 | 1-0 | 1-1 | 2-1 | 3-2 | 4-0 | 7-2 | 2-0 | 4-0 | 3-0 | 3-1 | 1-0 | 5-2 | 2-1 | 3-1 | 4-3 | 2-0 |
| Benfica              | 3-0 |     | 1-0 | 0-0 | 3-1 | 1-2 | 2-2 | 2-2 | 2-1 | 3-0 | 4-0 | 7-1 | 2-0 | 3-1 | 1-1 | 3-1 | 4-0 | 2-1 |
| Vitória de Guimarães | 0-1 | 0-1 |     | 1-0 | 0-0 | 1-1 | 1-0 | 3-0 | 0-0 | 1-0 | 2-1 | 0-0 | 2-1 | 2-0 | 1-0 | 5-1 | 5-0 | 2-2 |
| Sporting             | 2-0 | 1-4 | 1-1 |     | 1-1 | 1-0 | 2-2 | 2-1 | 2-2 | 1-1 | 2-0 | 2-0 | 2-1 | 3-2 | 1-0 | 2-0 | 1-1 | 1-0 |
| Marítimo             | 3-2 | 1-0 | 0-1 | 0-1 |     | 1-0 | 2-1 | 1-4 | 3-2 | 1-1 | 2-1 | 2-0 | 1-0 | 1-1 | 4-1 | 1-0 | 2-1 | 2-0 |
| Boavista             | 3-4 | 0-0 | 0-1 | 1-0 | 0-1 |     | 4-0 | 3-0 | 1-2 | 0-0 | 1-2 | 2-0 | 2-1 | 2-2 | 6-0 | 2-1 | 2-0 | 4-0 |
| Estrela da Amadora   | 2-1 | 2-0 | 0-1 | 2-1 | 1-1 | 1-2 |     | 1-0 | 1-2 | 1-0 | 2-1 | 2-1 | 1-0 | 2-1 | 1-0 | 4-1 | 0-0 | 1-1 |
| Salgueiros           | 1-3 | 0-2 | 0-0 | 0-2 | 2-0 | 1-1 | 2-1 |     | 5-1 | 1-0 | 5-2 | 0-0 | 1-1 | 4-1 | 0-1 | 2-0 | 3-1 | 1-1 |
| Rio Ave              | 0-0 | 3-1 | 1-2 | 0-0 | 2-0 | 1-1 | 1-0 | 1-1 |     | 0-4 | 1-1 | 2-2 | 3-0 | 0-3 | 3-0 | 1-0 | 0-0 | 3-0 |
| Sporting de Braga    | 1-2 | 1-1 | 3-2 | 2-0 | 3-1 | 1-2 | 1-1 | 0-2 | 1-0 |     | 2-1 | 3-1 | 2-2 | 2-2 | 3-2 | 5-0 | 3-1 | 1-1 |
| Campomaiorense       | 2-2 | 1-2 | 2-3 | 3-5 | 2-1 | 2-2 | 2-0 | 0-0 | 4-1 | 4-0 |     | 4-0 | 2-1 | 5-2 | 1-2 | 2-1 | 1-1 | 2-1 |
| Leça                 | 2-3 | 1-2 | 1-0 | 1-0 | 1-1 | 0-3 | 0-4 | 3-0 | 2-1 | 0-0 | 1-0 |     | 1-3 | 2-1 | 1-0 | 0-1 | 1-0 | 1-1 |
| Vitória de Setúbal   | 1-1 | 1-0 | 0-0 | 2-0 | 1-1 | 1-2 | 2-1 | 1-3 | 1-0 | 5-1 | 2-1 | 2-1 |     | 4-1 | 0-1 | 1-2 | 1-1 | 0-0 |
| Farense              | 1-2 | 1-1 | 2-0 | 0-0 | 0-2 | 0-0 | 1-1 | 0-0 | 1-0 | 1-1 | 2-2 | 1-1 | 2-0 |     | 0-0 | 1-0 | 1-0 | 3-1 |
| Académica            | 0-1 | 1-2 | 2-1 | 1-1 | 0-0 | 2-0 | 0-1 | 2-1 | 0-0 | 2-2 | 1-1 | 1-1 | 2-0 | 1-0 |     | 1-2 | 1-1 | 0-0 |
| Desportivo de Chaves | 2-2 | 0-1 | 1-2 | 3-2 | 1-0 | 1-3 | 2-0 | 0-0 | 0-2 | 1-2 | 1-0 | 0-1 | 1-3 | 2-2 | 0-0 |     | 2-1 | 1-0 |
| Varzim               | 0-2 | 0-0 | 1-2 | 0-1 | 0-4 | 0-0 | 2-2 | 0-2 | 1-3 | 1-0 | 3-0 | 1-0 | 1-0 | 1-0 | 1-1 | 1-1 |     | 2-1 |
| Belenenses           | 1-0 | 1-2 | 1-0 | 0-4 | 0-2 | 0-0 | 0-2 | 1-2 | 2-4 | 2-2 | 0-1 | 0-1 | 1-0 | 0-3 | 2-0 | 0-1 | 1-0 |     |
| -------------------- | --- | --- | --- | --- | --- | --- | --- | --- | --- | --- | --- | --- | --- | --- | --- | --- | --- | --- |

## Melhores Marcadores
| CI. | Jogador             | Equipa         | Golos |
| --- | ------------------- | -------------- | ----- |
| 1   | Jardel              | FC Porto       | 26    |
| 2   | Nuno Gomes          | Benfica        | 18    |
| 3   | Ayew                | Boavista       | 16    |
| 4   | Isaías              | Campomaiorense | 14    |
| 4   | Karoglan            | SC Braga       | 14    |
| 6   | Nandinho            | Salgueiros     | 13    |
| 7   | Gilmar              | Vitória SC     | 12    |
| 7   | Constantino         | Leça           | 12    |
| 7   | Artur Jorge Vicente | SC Braga       | 12    |
| 10  | Vali Gasimov        | Vitória FC     | 11    |
| 10  | Alex Bunbury        | Marítimo       | 11    |

## Média de Espectadores
| Clube          | Média  | +/-   |
| -------------- | ------ | ----- |
| Benfica        | 31.588 | 67,3% |
| FC Porto       | 24.353 | 12,3% |
| Sporting       | 15.176 | 9,5%  |
| V. Guimarães   | 9.353  | 3,6%  |
| SC Braga       | 8.000  | 6,8%  |
| Académica      | 7.941  | Novo  |
| Farense        | 5.647  | 11,9% |
| Boavista       | 5.588  | 0,5%  |
| Marítimo       | 5.353  | 10,3% |
| Varzim         | 4.882  | Novo  |
| V. Setúbal     | 4.765  | 10,9% |
| Rio Ave        | 4.529  | 1,9%  |
| Campomaiorense | 3.706  | Novo  |
| GD Chaves      | 3.647  | 0,8%  |
| Salgueiros     | 3.500  | 16,2% |
| Belenenses     | 2.824  | 20,0% |
| Leça           | 2.824  | 11,1% |
| E. Amadora     | 2.735  | 11,4% |
| TOTAL          | 8.134  | 6,2%  |
| Fonte          | [ 3 ]  | [ 3 ] |

## Campeão

### Plantel Campeão
| Pos.   | N                | Jogador           | Idade | Jogos | Golos |
| ------ | ---------------- | ----------------- | ----- | ----- | ----- |
| GR     | 1                | Rui Correia       | 30    | 27    | -     |
| GR     | 12               | Eriksson          | 32    | 4     | -     |
| GR     | 24               | Hilário           | 22    | 3     | -     |
| GR     | 29               | Costinha          | 24    | 1     | -     |
| GR     | 31               | Taborda           | 19    | -     | -     |
| D      | 15               | Neves             | 27    | 5     | -     |
| D      | 22               | Butorovic         | 27    | 6     | -     |
| D      | 30               | Secretário        | 28    | 19    | -     |
| D      | 3                | Rui Jorge         | 25    | 6     | -     |
| D      | 5                | Fernando Mendes   | 31    | 20    | 1     |
| D      | 18               | Kenedy            | 24    | 9     | -     |
| D      | 2                | Jorge Costa       | 26    | 13    | -     |
| D      | 4                | Aloísio           | 34    | 28    | -     |
| D      | 13               | Lula              | 32    | 4     | -     |
| D      | 17               | Gaspar            | 22    | 9     | 1     |
| D      | 19               | João Manuel Pinto | 24    | 22    | 1     |
| M      | 6                | Barroso           | 27    | 9     | 1     |
| M      | 20               | Paulinho Santos   | 27    | 26    | 4     |
| M      | 23               | Costa             | 24    | 3     | -     |
| M      | 27               | Doriva            | 25    | 13    | 1     |
| M      | 28               | Peixe             | 25    | 1     | -     |
| M      | 26               | Chippo            | 24    | 18    | 2     |
| M      | 8                | Rui Barros        | 32    | 23    | 5     |
| M      | 25               | Zahovič           | 27    | 29    | 6     |
| M      | 21               | Capucho           | 26    | 32    | 5     |
| A      | 7                | Sérgio Conceição  | 23    | 30    | 8     |
| A      | 10               | Folha             | 26    | 14    | -     |
| A      | 11               | Drulović          | 29    | 30    | 4     |
| A      | 9                | Mielcarski        | 27    | 12    | 3     |
| A      | 14               | Artur             | 28    | 28    | 6     |
| A      | 16               | Jardel            | 24    | 30    | 26    |
|        |                  |                   |       |       |       |
| T      | António Oliveira | António Oliveira  | 45    |       |       |
| Fonte: |                  |                   |       |       |       |